# Meiners Oaks (Kalifornija)
Meiners Oaks je naseljeno područje za statističke svrhe u američkoj saveznoj državi Kalifornija. Prema popisu stanovništva iz 2010. u njemu je živjelo 3.571 stanovnika.